# Катастрофа DHC-8 под Сиэтлом
Катастрофа DHC-8 под Сиэтлом — авиационная катастрофа, произошедшая 10 августа 2018 года. Авиалайнер De Havilland Canada DHC-8-402 Q400 американской авиакомпании Horizon Air был угнан из международного аэропорта Сиэтл/Такома в Сиэтле. Угонщиком оказался 29-летний сотрудник наземной службы авиакомпании Horizon Air Ричард Рассел (англ. Richard Russell), который не имел опыта управления самолётами. После того, как Рассел совершил несанкционированный взлёт, два истребителя F-15C Eagle Нацгвардии штата Орегон поднялись в воздух для перехвата самолёта. Авиадиспетчерская служба «Sea-Tac» держала радиосвязь с Расселом. Через 1 час и 14 минут после взлёта Рассел погиб, умышленно разбив самолёт на малонаселённом острове Кетрон в заливе Пьюджет.

## Самолёт
De Havilland Canada DHC-8-402 Q400 (регистрационный номер N449QX, серийный 4410) был выпущен в мае 2012 года (первый полёт совершил под тестовым б/н C-GNGZ). 4 июня того же года был передан авиакомпании Horizon Air, которая выполняла рейсы под брендом авиакомпании Alaska Airlines. Оснащён двумя турбовинтовыми двигателями Pratt & Whitney Canada PW150A.
Лайнер приземлился в международном аэропорту Сиэтл/Такома в 13:35 MTZ после рейса из Виктории (Британская Колумбия, Канада). Этот рейс в тот день был последним, другие рейсы на этом борте не планировалось выполнять.

## Сведения об угонщике
29-летний Ричард Рассел был сотрудником наземной службы авиакомпании Horizon Air. Он проживал в Самнере (Вашингтон) и на протяжении около 4 лет был частью команды сотрудников, отвечающих за буксировку самолётов на перрон аэропорта. Операционный руководитель Horizon Air охарактеризовал Рассела как «тихого паренька», которого «любили другие рабочие»; впоследствии, во время разговора с авиадиспетчерской службой, Рассел пожаловался на заработную плату, заявив: «Минимальная заработная плата, мы спишем на это. Может быть, это немного наладит общение с вышестоящими».
Ричард Рассел родился в городе Ки-Уэст (Флорида) и переехал в Уасиллу (Аляска) в возрасте 7 лет. С раннего детства был известен своим друзьям и семье как «Бибо». Он учился в средней школе Уасиллы, где занимался борьбой и участвовал в соревнованиях по легкой атлетике. Он был сильным защитником в американском футболе во время учёбы в старшей школе, забив 6 голов, после чего переехал в Северную Дакоту, чтобы присоединиться к футбольной команде Государственного университета Вэлли-Сити. Но его выступление было провальным и он уехал в Общественный колледж Юго-Западного Орегона, где встретил свою жену. Они поженились в 2012 году и вместе открыли пекарню в Норт-Бенде (Орегон). В 2015 году они продали пекарню (чтобы жена Ричарда могла быть ближе к своей семье) и поселились в Самнере (Вашингтон), где Рассел устроился в авиакомпанию Horizon Air. Он был заядлым путешественником и посещал глобальный кампус Университета штата Вашингтон по специальности социальные науки. Он планировал устроиться на руководящую должность в Horizon Air или стать военным офицером после получения степени. Он был активным прихожанином церкви и лидером местного христианского молодежного служения «Young Life».
Генеральный директор авиакомпании Horizon Air Гэри Бек (англ. Gary Beck) заявил, что, насколько известно компании, Рассел не имел лицензии пилота. Бек сказал, что воздушные манёвры были «невероятными» и что он «не знал, как [Рассел] достиг того опыта, который он проявил» (во время разговора с авиадиспетчерской службой Рассел сказал, что «что [он] немного понимал что он делает», потому что у него был опыт, полученный в видеоиграх). После катастрофы Джоэл Монтейт (англ. Joel Monteith), пилот авиакомпании SkyWest Airlines, сообщил, что в 2017 году он видел, как Рассел и ещё один мужчина «щёлкали переключателями» в кабине самолёта SkyWest Airlines, припаркованного в аэропорту Сиэтл/Такома. Монтейт заявил, что они сказали ему, что они учатся использовать вспомогательную силовую установку самолёта, чтобы они могли буксировать его, но сказал, что это «подозрительно», когда они ушли. Монтейт также напомнил, что Рассел был с ним в кабине Embraer E-175 и что Рассел спросил его о его «процедурах, которые являются предполётной подготовкой, которые выполняются перед взлётом». Некоторые коллеги сказали, что Рассел, вероятно, тренировался летать с помощью любительских авиасимуляторов.
11 августа семья Рассела опубликовала заявление, в котором говорится, что они «ошеломлены, разбиты и огорчены событием».

## Хронология событий
De Havilland Canada DHC-8-402 Q400 борт N449QX был угнан из грузового терминала № 1 в северной части аэропорта Сиэтл/Такома и вырулил на ВПП № 16C через рулёжные дорожки. Диспетчеры аэропорта Сиэтл/Такома несколько раз пытались связаться с пилотом самолёта, чтобы он идентифицировал себя по частоте, но не получили ответа. Стоявший на перроне самолёт авиакомпании Alaska Airlines сообщил, что борт N449QX начал разбег с дымящимися колёсами шасси. Несанкционированный взлёт был произведён в 19:33 по местному времени (02:33 UTC). Два истребителя McDonnell Douglas F-15C Eagle из 142-го истребительного авиационного отряда Национальной гвардии штата Орегон под командованием NORAD были подняты в воздух около 20:15 по местному времени с базы Портлендской воздушной национальной гвардии для его перехвата; оба были вооружены ракетами «воздух-воздух» «AIM-9 Sidewinder» и «AIM-120 AMRAAM» и являлись сверхзвуковыми, что было причиной звуковых ударов по пути в район Пьюджет-Саунд. Самолёт-заправщик Boeing KC-135R Stratotanker также взлетел с базы ВВС США Фэйрчайлда для поддержки полёта F-15C. Полёты в/из аэропорта Сиэтл/Такома были временно приостановлены.
Авиадиспетчеры аэропорта Сиэтл/Такома поддерживали радиосвязь с угонщиком. Передачи были на открытой частоте, поэтому были записаны и быстро размещены в социальных сетях. Он сказал, что был «сломленным парнем, у которого по ходу „ослабла пара болтов“». Когда авиадиспетчер предложил Расселу приземлиться на военной базе Льюис-Маккорд, тот отказался: «Эти ребята не будут рады тому если я туда приземлюсь. Думаю, я бардак там устрою, чего я бы не хотел делать». Он спросил по радиосвязи, сможет ли он получить работу пилота в авиакомпании Alaska Airlines, если он успешно посадит самолёт. Один из пилотов F-15C, отправленных на перехват, ответил: «Я думаю они дали бы вам любую работу, если вы сможете это сделать», на что он ответил: «Да, конечно! Но я белый парень». Затем он сказал, что хочет совершить «пару манёвров, чтобы увидеть, что [самолёт] может сделать», при этом заявив, что не хочет никому навредить, и в последние минуты радиообмена извинился перед своими друзьями и семьёй. Ближе к концу полёта было замечено, что лайнер совершил бочку над Пьюджет-Саунд, пролетев над водой всего на высоте 3 метров (один из пилотов истребителя впоследствии сказал, что манёвр «казался довольно хорошо выполненным, без сваливания или отрыва крыльев». Когда авиадиспетчер попросил его посадить самолёт после этого манёвра, он сказал: «Я не знаю. Я не хочу. Я надеялся, что этим всё и закончится, понимаете?» и добавил, что «на самом деле не планировал приземляться».
Два F-15C пытались направить самолёт в сторону Тихого океана, но не стреляли по нему. В 20:47 по местному времени борт N449QX рухнул в лес на острове Кетрон в Пьюджет-Саунд (округ Пирс, штат Вашингтон); от удара о деревья и землю лайнер полностью разрушился и сгорел, а угонщик погиб.
Первыми отреагировали экипажи кораблей. Пожарные из отдела пожарно-спасательной службы «West Pierce» и других близлежащих отделов прибыли на остров примерно через 1,5 часа после катастрофы. Площадь пожара составляла 8100 квадратных метров. Пожар был потушен к утру следующего дня. Работа пожарных упрощалась благодаря отсутствию ветра и сухой травы. От жителей острова Кетрон не поступало сообщений о погибших и раненых, несмотря на то, что место катастрофы находилось в непосредственной близости от населённого пункта.

## Расследование
Офис шерифа округа Пирс поблагодарил общественность за предоставленную точную информацию и 11 августа признал, что расследование будет вести федеральные агентства, в первую очередь офис Федерального бюро расследований (ФБР) в Сиэтле. Он описал преступника как 29-летнего Ричарда Рассела, который был самоубийцей и сказал, что его действия не были «террористическим актом». Генеральный директор «Alaska Air Group» Брэдли Тилден объявил в тот же день о том, что авиакомпания сотрудничает с Федеральным управлением гражданской авиации, ФБР и Национальным советом по безопасности на транспорте (NTSB) и «работает над тем, чтобы выяснить всё, что возможно, о произошедшем». 12 августа ФБР заявило, что обнаружило оба бортовых самописца самолёта (речевой и параметрический) и что они были отправлены в NTSB для расшифровки.
9 ноября ФБР заявило, что расследование завершено. Террористический акт был исключен, и было установлено, что Рассел действовал в одиночку. Последнее снижение и последующее столкновение с землёй были озвучены как преднамеренные, а причиной смерти было указано самоубийство. ФБР заявило: «Интервью с коллегами по работе, друзьями и семьёй, анализ текстовых сообщений, которыми обменивался Рассел во время полёта, не выявили никакой информации, которая могла бы подтвердить версию о том, что угон самолёта был связан с более широкой преступной деятельностью или террористической организацией. Следователи получили информацию о прошлом Рассела, возможных факторах стресса, личной жизни. Ничего из этого не дало чёткого описания мотивации угонщика».

## Последствия катастрофы
В первые дни после катастрофы на острове Кетрон находились бригады по уборке обломков, нанятые Alaska Airlines и их страховыми компаниями. По состоянию на 2019 год работы по очистке всё ещё продолжались, и после первой годовщины катастрофы обломки лайнера всё ещё находились на острове. Жители острова взяли на себя часть расходов по уборке, и страховщики Alaska Airlines начали переговоры об их возмещении. Разбившийся самолёт стоил $ 30 000 000, все из которых были выплачены по страховому полису компании.
Журнал «Rolling Stone» провёл собственное расследование этой авиакатастрофы и написал в 2021 году, что некоторые из друзей и родственников Ричарда Рассела считают, что он, возможно, получил травмы мозга во время футбольных занятий в средней школе и колледже. Один из участников футбольной команды, в которой играл Рассел, предположил, что его психическая нестабильность была вызвана недиагностированной хронической энцефалопатией, которая могла возникнуть в результате неоднократных сотрясений мозга.